# Беренс, Евгений Андреевич (1876)
Евге́ний Андре́евич Бе́ренс (30 октября (11 ноября) 1876, Тифлис — 7 марта 1928, Москва) — офицер русского и советского флота. Начальник Морского генерального штаба (1917—1919), командующий Рабоче-Крестьянским Красным флотом (апрель 1919 — февраль 1920).

## Биография
В 1895 окончил Морской кадетский корпус с производством 11 октября в мичманы. Молодого офицера привлекала штурманская специальность, и он был назначен производителем работ отдельной съемки Белого моря, с прикомандированием в 1897 году на зимнее время к Главному гидрографическому управлению. 6 декабря 1899 года произведён в лейтенанты. В этой должности он оставался до 1900 года. Окончил Временный штурманский офицерский класс.
В 1902 году назначен на эскадренный миноносец «Властный», в качестве штурмана этого эсминца совершил переход на Дальний Восток. По прибытии в Порт-Артур в 1903 году был переведён старшим штурманом на крейсер «Забияка».
В русско-японскую войну — старший штурман крейсера «Варяг». Участник морского боя у Чемульпо.
После войны служил на Балтийском флоте и Главном Морском штабе. 17 апреля 1905 года награждён орденом Св. Станислава III степени. 12 декабря 1905 года назначен младшим отделенным начальником Морского корпуса. 29 мая 1906 года назначен старшим штурманским офицером броненосца «Цесаревич». 26 июня 1907 года назначен помощником старшего офицера броненосца «Цесаревич». 13 апреля 1908 года произведён в чин капитан-лейтенанта. 15 июня 1908 года назначен старшим офицером линейного корабля «Цесаревич». Преподавал в Морском корпусе и в Академии Генерального штаба. в 1908 г. принял деятельное участие в оказании помощи жертвам Мессинского землетрясения.
26 ноября 1910 года произведён в чин капитана 2-го ранга. В 1910—1914 — военно-морской агент в Германии и Голландии, в 1915—1917 — в Италии. 10 апреля 1916 года произведён в чин капитана 1-го ранга.
Принимал участие в составлении «Военной энциклопедии» (1911—1912 гг.) Читал лекции по военно-морскому искусству в Николаевской академии Генерального штаба (1910 г.) Автор «Записок по военно-морскому делу» и статей в «Морском сборнике».
После Февральской революции 1917 капитан 1 ранга Беренс возглавлял иностранный статистический отдел Морского генштаба.
После Октябрьской революции перешёл на сторону советской власти. С ноября 1917 по апрель 1919 — начальник Морского генерального штаба. В апреле—августе 1918 — член Высшего военного совета.
С апреля 1919 по февраль 1920 — командующий Морскими Силами Республики. По его инициативе летом 1919 флоты и флотилии выделены из фронтов и подчинены непосредственно командующему морскими силами, создавались новые озёрные и речные флотилии, которые оказывали существенную помощь частям Красной армии.
В 1920 — член советской делегации при заключении Тартуского мирного договора с Финляндией, участвовал в качестве военно-морского эксперта в работе советской делегации на Генуэзской конференции, Лозаннской конференции и Рижской конференции.
С 1924 — военно-морской атташе СССР в Великобритании, а с 1925 — и во Франции. Участвовал в переговорах по возвращению в СССР черноморской эскадры в Бизерте. С 1926 г. находился в должности для особо важных поручений при Главвоенморе и Председателе Реввоенсовета СССР.
Умер в 1928 году в Москве. Похоронен на Новодевичьем кладбище (участок № 1, ряд 45, место 1). В 2002 году вместо разрушенного временем памятника на могиле был установлен новый при помощи ВМФ России.

## Семья
Жена — Вера Леонтьевна Иванова, дочь действительного статского советника.
Брат — Михаил Андреевич Беренс, русский контр-адмирал, командующий Русской эскадрой.

## Награды
- Орден Святого Станислава 2-й степени (6 декабря 1912 г.)
- Орден Святого Георгия 4-го класса — за бой у Чемульпо.
- Орден Святого Владимира 4-й степени.